# NGC 3312
NGC 3312 = IC 629 ist eine Spiralgalaxie mit einem aktiven Galaxienkern vom Hubble-Typ SA(s)b pec? im Sternbild Wasserschlange südlich der Ekliptik. Sie ist schätzungsweise 120 Millionen Lichtjahre von der Milchstraße entfernt und hat einen Durchmesser von etwa 130.000 Lichtjahren. Die Galaxie ist Teil des Hydra-I-Galaxienhaufens, auch bekannt als Abell 1060, und ist die darin größte bekannte Spiralgalaxie.
Im selben Himmelsareal befinden sich u. a. die Galaxien NGC 3307, NGC 3309, NGC 3311, NGC 3317.
Das Objekt wurde am 26. März 1835 vom britischen Astronomen John Herschel (als NGC 3312 gelistet) und am 26. Februar 1887 vom französischen Astronomen Guillaume Bigourdan (als IC 629 aufgeführt) entdeckt.
Eine Besonderheit der Galaxie, eine verschmierte Struktur, zeigt sich in einer Aufnahme mithilfe VLT Survey Telescope. Diese besondere Struktur ist ein Effekt, der als Ram Pressure Stripping bezeichnet wird, und aus der Bewegung der Galaxie sich durch ein Gebiet mit einer erhöhter Gasdichte resultiert, die dadurch die sonst an die äußere Galaxie gebundenen kalten Gase verliert.

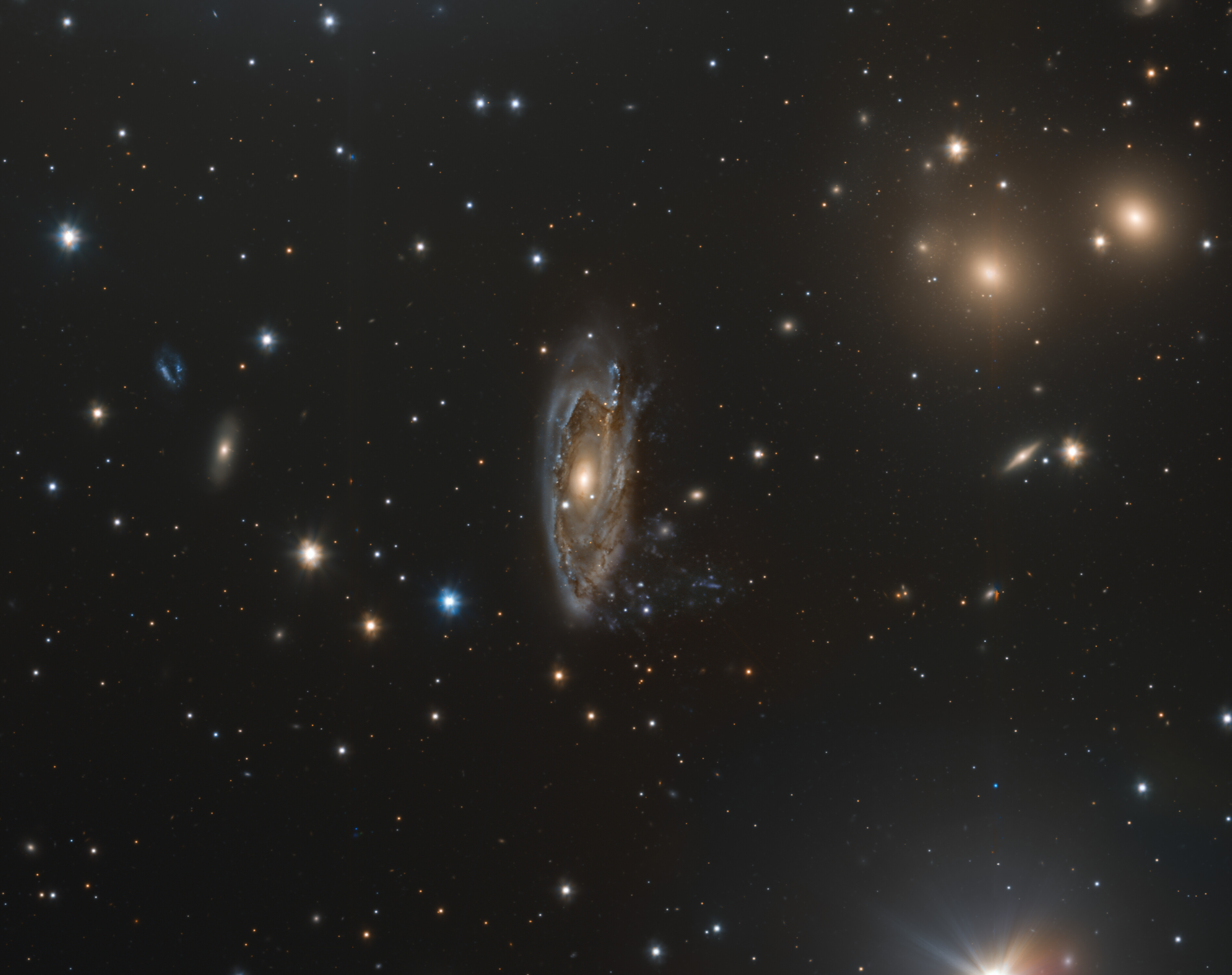
Aufnahme der Galaxie mithilfe des VLT Survey Telescope

## NGC 3312-Gruppe (LGG 210)
| Galaxie   | Alternativname | Mio. Lj |
| --------- | -------------- | ------- |
| NGC 3285B | PGC 31293      | 123     |
| NGC 3314A | PGC 31531      | 119     |
| NGC 3312  | PGC 31513      | 120     |
| IC 2597   | PGC 25870      | 92      |
| PGC 31683 | ESO 501-68     | 128     |
| PGC 31504 | ESO 437-15     | 114     |
| PGC 31441 |                | 124     |
| PGC 31444 |                | 115     |
| PGC 31496 |                | 221!    |
| PGC 31515 |                | 113     |
| PGC 31580 |                | 186!    |